# Décès en 1418
Décès
- 1414
- 1415
- 1416
- 1417
- 1418
- 1419
- 1420
- 1421
- 1422

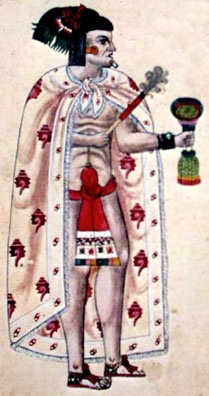
Ixtlilxochitl Ier, mort en 1418.

Cette page dresse une liste de personnalités mortes au cours de l'année 1418 :
- 3 janvier : Guillaume d’Auvillars, 26e abbé du Bec.
- 22 janvier : Guillaume II de Namur, marquis de Namur.
- 11 février[1] : Bogusław VIII de Poméranie, duc de Poméranie à Stargard.
- 22 mars : Nicolas Flamel, écrivain public, copiste et libraire-juré qui passe pour un alchimiste et aurait découvert la pierre philosophale[2].
- avant le 23 mars : Margaret Stuart, noble écossaise de la maison Stuart, comtesse héritière d'Angus de suo jure et de Mar.
- 26 avril : Théodore II de Montferrat, marquis de Montferrat.
- 29 mai : 
  - Henri de Marle, homme politique français.
  - Jean de Montreuil, ou Jean Charlin, ou de Monstereul (ou parfois Jean Johannis), est un homme d'État, humaniste et écrivain politique français.
  - Gontier Col, homme d'État et humaniste français, secrétaire du roi et diplomate sous le règne de Charles VI.
  - Robert Tulières, il fait partie de la commission chargée de l'investigation concernant le meurtre de Louis Ier d'Orléans.
- 12 juin : 
  - Bernard VII d'Armagnac, comte d'Armagnac, comte de Charolais et connétable de France.
  - Pierre Fresnel, évêque de Meaux.
- 16 juillet : Ahmad al-Qalqashandi, historien et mathématicien égyptien[3].
- 17 juillet : Elias de Lestrange,  évêque de Saintes puis du Puy-en-Velay.
- 1er août : Richard Grey, 4e baron Grey de Codnor, chevalier de l'ordre de la Jarretière, militaire et diplomate anglais.
- 16 août : Angelo Barbarigo, dit le cardinal de Vérone, cardinal italien.
- 18 août : John D'Abrichecourt, 120e membres de l'ordre de la Jarretière.
- septembre : Étienne-Ostoïa, ou Stefan Ostoja de Bosnie, roi de Bosnie.
- 2 septembre: Jean III de Chalon-Arlay, seigneur d'Arlay, Arguel, Cuiseaux,  vicomte de Besançon et prince d'Orange (Maison de Chalon-Arlay).
- 4 septembre : Antoine de Challant, cardinal-archevêque de Tarentaise, appartenant à la maison de Challant.
- 13 septembre : Béatrice Lascaris de Tende, noble italienne.
- 14 septembre : Simon du Bosc, religieux français, abbé de Jumièges.
- 21 septembre: Philippe de Boisgiloud, évêque de Chartres.
- 4 octobre : Werner de Falkenstein, archevêque et prince-électeur de Trèves.
- 22 novembre : Guglielmo Carbone, pseudo-cardinal italien.
- 25 novembre: Henri Beaufort, 2e comte de Somerset.
- 11 décembre : Louis de Savoie-Achaïe ou encore Louis de Savoie, prince de Piémont et prétendant à la principauté d'Achaïe.
- 14 décembre : Ichijō Tsunetsugu, noble de cour japonais (kugyō) de l'époque de Muromachi.

- Capeluche, bourreau de Paris.
- Giacomo Ier Crispo,  duc de Naxos.
- Othon II de Bade-Hachberg, margrave de Hachberg.
- Jacques de Beaujeu, architecte savoyard ou dauphinois.
- Charles de Dinan, seigneur de Montafilant et seigneur de Châteaubriant.
- Marguerite de Joinville, comtesse de Vaudémont et dame de Joinville et de Houdan.
- Laurent de Premierfait, poète, humaniste et traducteur français.
- Marguerite de Sancerre, comtesse de Sancerre, dame de Sagonne, de Marmande, de Charenton-du-Cher, de Meillant et de Faye-la-Vineuse.
- Anselme Ier de Trazegnies, seigneur de Heppignies.
- Jean III de Vergy, seigneur de Fouvent, de Champlitte, de Port-sur-Saône, Autrey, sénéchal, maréchal et gouverneur du comté de Bourgogne.
- Mathieu du Boscq, chanoine, trésorier de Bayeux et conseiller au parlement de Paris puis évêque de Lisieux.
- Grégoire VIII Khandzoghat, catholicos de l'Église apostolique arménienne.
- Ixtlilxochitl Ier, dirigeant (tlatoani) de la cité-État de Texcoco des Acolhuas.
- Carlo Zen, amiral de Venise.

## Crédit d'auteurs
- Cet article est partiellement ou en totalité issu de l'article intitulé « 1418 » (voir la liste des auteurs).